# Omphaliaster
Omphaliaster Lamoure (pępnik) – rodzaj grzybów należący do rzędu pieczarkowców (Agaricales).

## Systematyka i nazewnictwo
Pozycja w klasyfikacji według Index FungorumIncertae sedis, Agaricales, Agaricomycetidae, Agaricomycetes, Agaricomycotina, Basidiomycota, Fungi.
Gatunki występujące w Polsce:
- Omphaliaster asterosporus (J.E. Lange) Lamoure 1971 – pępnik gwiaździstozarodnikowy
- Omphaliaster obolus (Fr.) Urbonas 1986[2][3]

Nazwy naukowe na podstawie Index Fungorum. Wykaz gatunków i nazwy polskie według Władysława Wojewody i innych.